# Four à temporiser

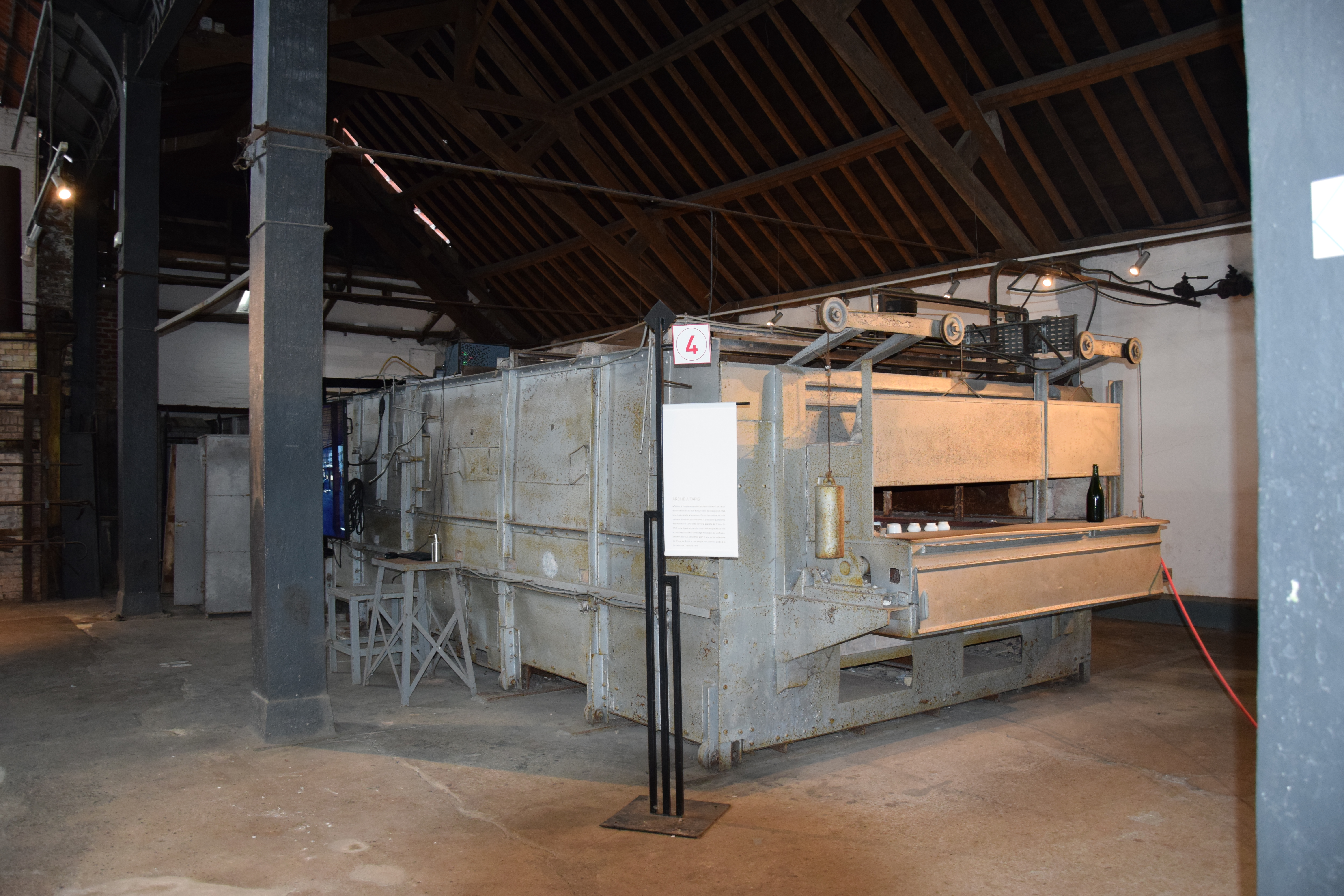
Arche à tapis du musée de Trélon.

Un four à temporiser, appelé aussi une « arche », sert à recevoir des objets en verre qui, une fois terminés par le souffleur, sont déposés dans ce four pour refroidir lentement pendant une durée variant selon les types de verre.